# Computadora mecánica

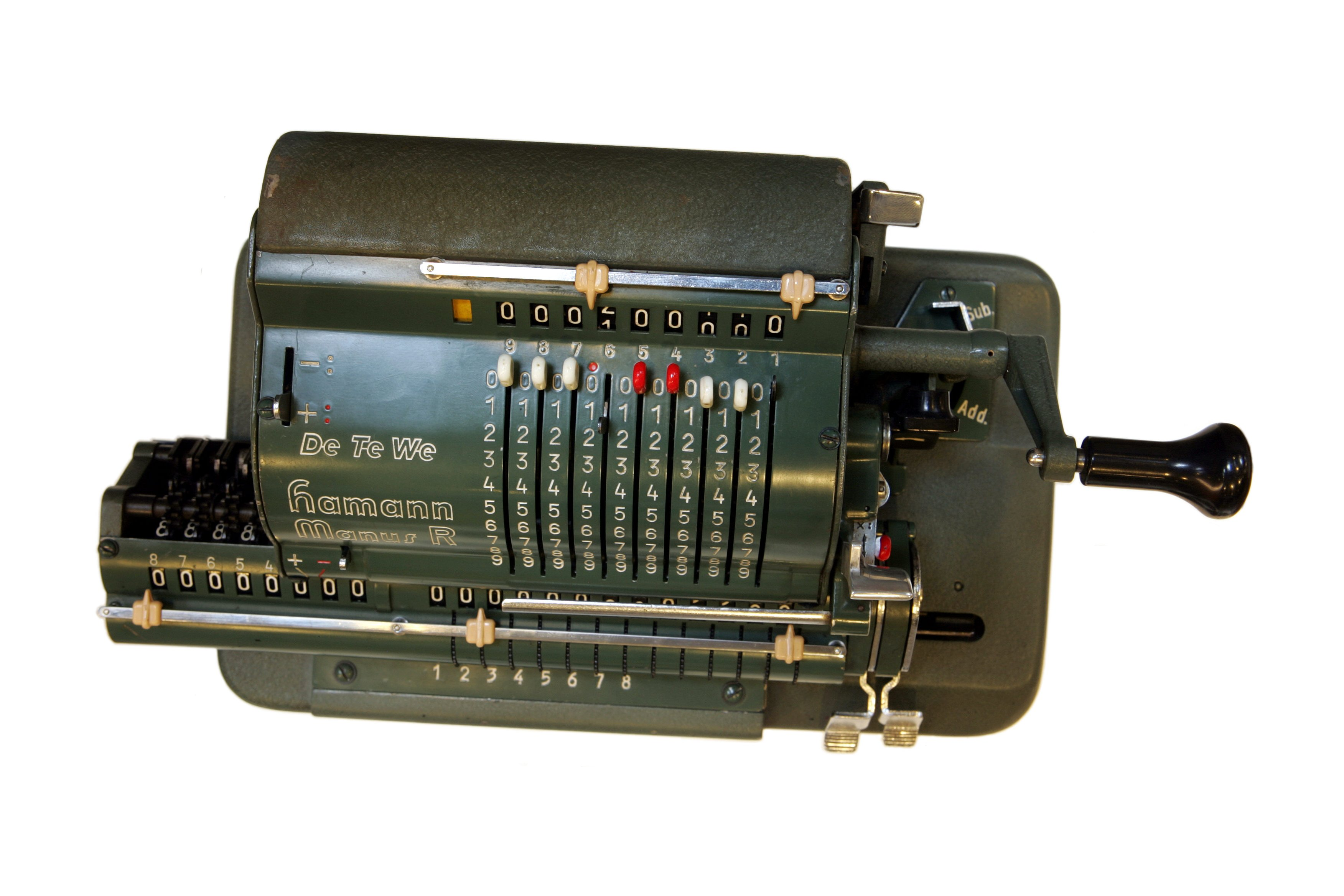
Hamann Manus R.

Una computadora mecánica es aquella que está hecha de partes mecánicas, a diferencia de las electrónicas, como engranajes y palancas. Los ejemplos más frecuentes son los contadores mecánicos y las máquinas de sumar, que aumentan las pantallas de salida girando engranajes. Frieden empleó una cabeza móvil que se detenía en cada columna para realizar multiplicaciones y divisiones en casos más complicados, así como análisis diferencial. Las raíces cuadradas se calcularon mediante un diseño, la máquina de contabilidad Ascota 170 vendida en la década de 1960.
Las computadoras mecánicas pueden ser analógicas, utilizando mecanismos continuos o suaves, como placas curvas o reglas de cálculo para los cálculos; o discretas, que utilizan mecanismos como molinetes y engranajes.
Las computadoras mecánicas alcanzaron su cenit durante la Segunda Guerra Mundial, cuando formaron la base de visores de bombas complejos, incluido el Norden, así como dispositivos similares para cálculos de barcos, como la computadora de datos de torpedos de EE. UU. o la mesa de control de incendios del almirantazgo británico. Son dignos de mención los instrumentos mecánicos de vuelo para las primeras naves espaciales, que proporcionaban su salida computada no en forma de dígitos, sino a través de los desplazamientos de las superficies indicadoras. Desde el primer vuelo espacial de Yuri Gagarin hasta 2002, todas las naves espaciales soviéticas y rusas tripuladas Vostok, Voskhod y Soyuz estaban equipadas con un instrumento Globus que mostraba el movimiento aparente de la Tierra debajo de la nave espacial a través del desplazamiento de un globo terrestre en miniatura, más indicadores de latitud y longitud.
Las computadoras mecánicas continuaron utilizándose en la década de 1960, pero fueron reemplazadas rápidamente por calculadoras electrónicas, que, con salida de tubo de rayos catódicos, surgieron a mediados de la década de 1960. La evolución culminó en la década de 1970 con la introducción de calculadoras electrónicas portátiles económicas. El uso de computadoras mecánicas disminuyó en la década de 1970 y era raro en la década de 1980, cuando prevalecieron las computadoras digitales.
En 2016, la NASA anunció que su programa Automaton Rover for Extreme Environments usaría una computadora mecánica para operar en las duras condiciones ambientales que se encuentran en Venus.

## Ejemplos

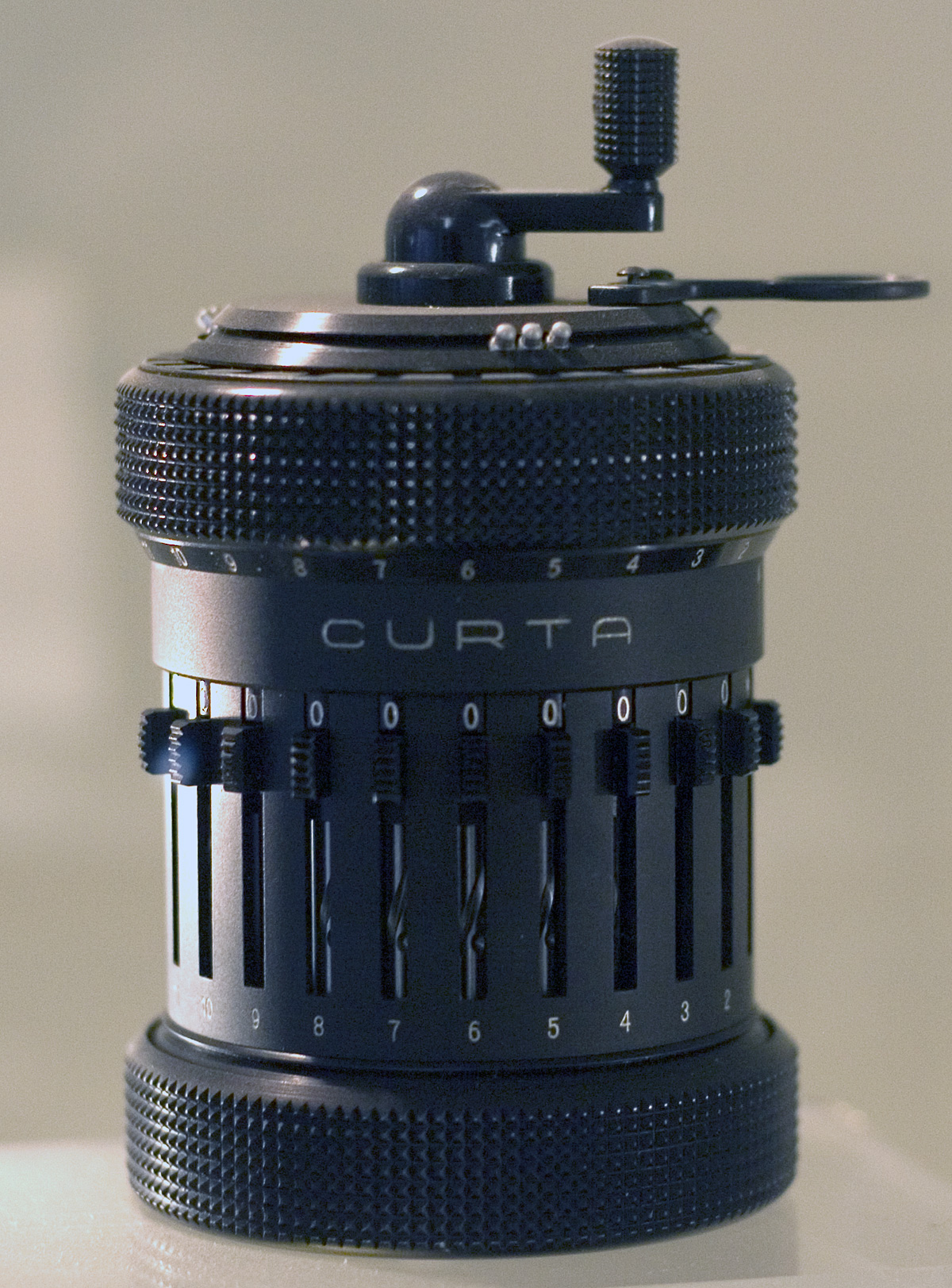
Calculadora de Curta

- Mecanismo de Antikythera, c. 100 aC – Un reloj astronómico mecánico.
- Motor cósmico, 1092: la torre del reloj astronómico hidromecánico de Su Song inventada durante la dinastía Song, que presentaba el uso de un mecanismo de escape temprano aplicado al mecanismo de relojería.[2][3][4][5]
- Reloj del castillo, 1206: el reloj del castillo de Al-Jazari, un reloj astronómico mecánico accionado por energía hidroeléctrica, fue la primera computadora analógica programable.[6][7][8]
- El Astrarium era un complejo reloj astronómico construido en 1348 por Giovanni Dondi dell'Orologio. El Astrarium tenía siete caras y 107 partes móviles; podía mostrar y predecir las posiciones del sol, la luna, las estrellas y los cinco planetas entonces conocidos, así como los días festivos religiosos.[9]
- Pascaline, 1642: la máquina aritmética de Blaise Pascal fue concebida principalmente como una máquina de sumar que podía sumar y restar dos números directamente, así como multiplicar y dividir por repetición.
- Stepped Reckoner, 1672: la calculadora mecánica de Gottfried Wilhelm Leibniz que podía sumar, restar, multiplicar y dividir.
- Máquina diferencial, 1822: dispositivo mecánico de Charles Babbage para calcular polinomios.
- Máquina analítica, 1837: un dispositivo posterior de Charles Babbage del que se podría decir que encapsula la mayoría de los elementos de las computadoras modernas.
- Aritmómetro de Odhner, 1873 - Calculadora de WT Odhner que fabricó millones de clones hasta la década de 1970.
- Integrador de bola y disco, 1886: William Thomson lo usó en su analizador armónico para medir la altura de las mareas mediante el cálculo de coeficientes de una serie de Fourier.
- Dumaresq, 1902 - Computadora de control de incendios de la Royal Navy
- Máquina analítica de 1909 de Percy Ludgate: la segunda de las dos únicas máquinas analíticas mecánicas jamás diseñadas.
- Mesa de control de incendios Dreyer, 1911 - Computadora de control de incendios de la Royal Navy
- Calculadora Marchant, 1918: la más avanzada de las calculadoras mecánicas. El diseño clave fue de Carl Friden.
- Mesa de control de incendios del Almirantazgo, 1922: computadora avanzada de control de incendios de la Royal Navy.
- István Juhász Gamma-Juhász (director de armas)[10][11][12] (principios de la década de 1930)
- Kerrison Predictor ("finales de la década de 1930"?)
- Z1, 1938 (lista en 1941) – Calculadora mecánica de Konrad Zuse (aunque algunas imprecisiones dificultaron su funcionamiento)[13]
- Computadora de control de incendios Mark I, desplegada por la Armada de los Estados Unidos durante la Segunda Guerra Mundial (1939 a 1945) y hasta 1969 o posterior.
- Calculadora de curva, 1948
- MONIAC, 1949: una computadora analógica utilizada para modelar o simular la economía del Reino Unido.
- Voskhod Spacecraft "Globus" IMP instrumento de navegación, principios de la década de 1960
- Digi-Comp I, 1963: una computadora digital educativa de 3 bits
- Digi-Comp II, mediados de la década de 1960: una computadora digital de bola rodante
- Autómata: dispositivos mecánicos que, en algunos casos, pueden almacenar datos y realizar cálculos, y realizar otras tareas complicadas.
- Turing Tumble, 2017: una computadora educativa completa de Turing parcialmente inspirada en Digi-Comp II

## Computadoras electromecánicas

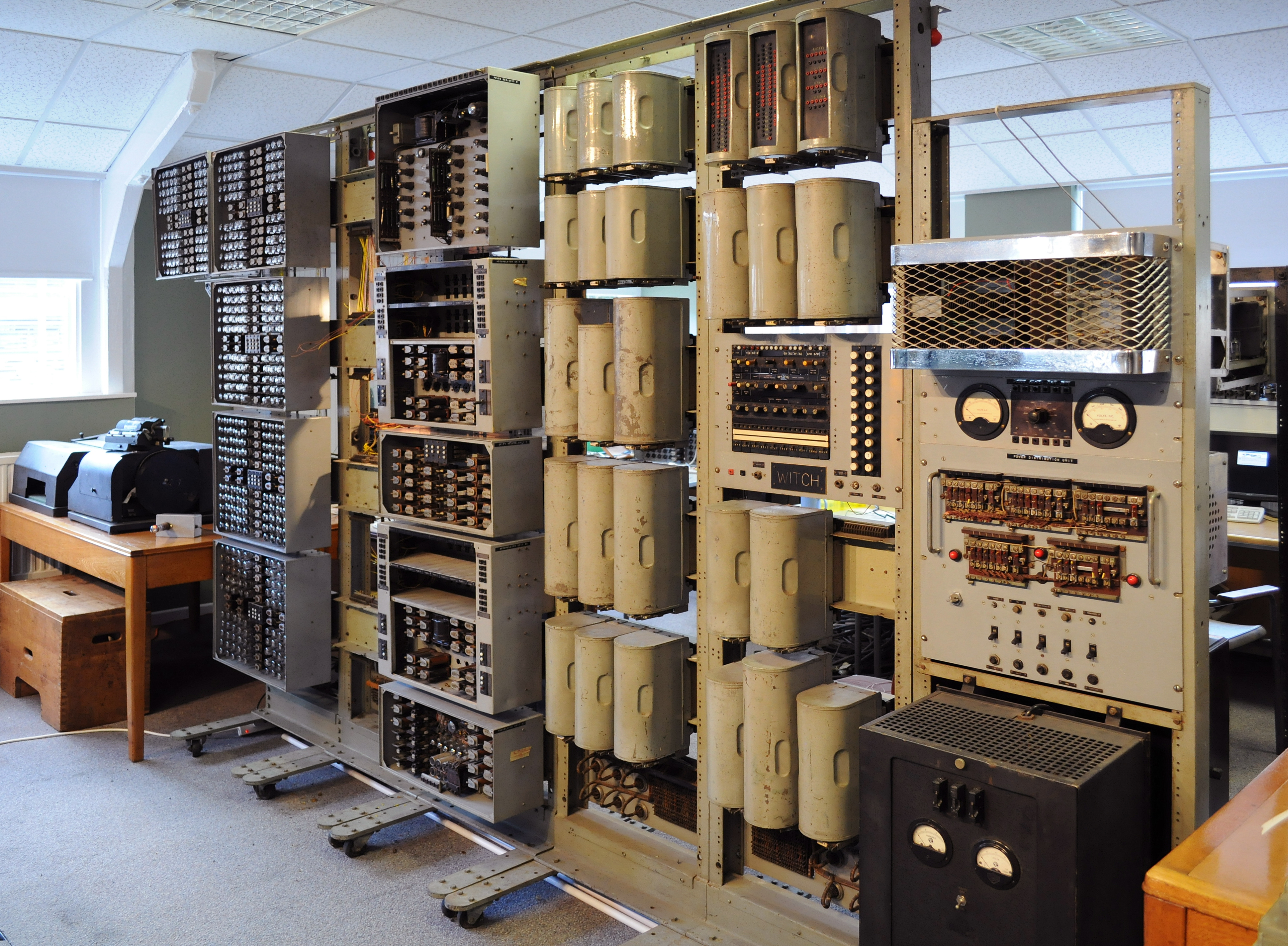
Harwell Decatrón

Las primeras computadoras eléctricas construidas a partir de interruptores y relés lógicos en lugar de tubos de vacío (válvulas termoiónicas) o transistores (a partir de los cuales se construyeron las computadoras electrónicas posteriores) se clasifican como computadoras electromecánicas. Estos variaban mucho en diseño y capacidades, con algunas unidades capaces de aritmética de punto flotante. Algunas computadoras basadas en relés permanecieron en servicio después del desarrollo de las computadoras de tubo de vacío, donde su velocidad más lenta fue compensada por una buena confiabilidad. Algunos modelos se construyeron como procesadores duplicados para detectar errores, o podían detectar errores y volver a intentar la instrucción. Algunos modelos se vendieron comercialmente con varias unidades producidas, pero muchos diseños fueron producciones experimentales únicas.
| Nombre                                                   | Paía                          | Año        | Comentarios | Referencia                  |
| -------------------------------------------------------- | ----------------------------- | ---------- | --- | --------------------------- |
| Automatic Relay Computer                                 | Reino Unido                   | 1948       | The Booths, experimental | [ 14 ]                      |
| ARRA                                                     | Países Bajos                  | 1952       | experimental |                             |
| BARK                                                     | Suecia                        | 1952       | experimental |                             |
| FACOM-100                                                | Japón                         | 1954       | Fujitsu comercial | [ 15 ]                      |
| FACOM-128                                                | Japón                         | 1956       | comercial | [ 16 ]                      |
| computadora Harwell                                      | Reino Unido                   | 1951       | posteriormente denominada WITCH |                             |
| Harvard Mark I                                           | Estados Unidos                | 1944       | "Calculadora controlada secuencial automática IBM" |                             |
| Harvard Mark II                                          | Estados Unidos                | 1947       | "Calculadora con relé Aiken" |                             |
| IBM SSEC                                                 | Estados Unidos                | 1948       | |                             |
| Máquina de Calcular del Imperial College (ICCE)          | Reino Unido                   | 1951       | Electro-mechanical | [ 18 ] [ 19 ] [ 20 ]        |
| Computadora con relés de la Office of Naval Research ONR | Estados Unidos                | 1949       | 6-bit, almacenamiento en disco, pero relé electromecánico ALU basado en Atlas, previamente computadora ABEL de criptología de la Marina               | [ 21 ] [ 22 ] [ 23 ] [ 24 ] |
| OPREMA                                                   | República Democrática Alemana | 1955       | Uso comercial en Zeiss Optical en Jena | [ 25 ]                      |
| RVM-1                                                    | Unión Soviética               | 1957       | Alexander Kronrod | [ 26 ]                      |
| SAPO                                                     | Checoslovaquia                | 1957       | |                             |
| Simon                                                    | Estados Unidos                | 1950       | Artículo en revista para hobistas sobre un demostrador lógico                                                                                         |                             |
| Z2                                                       | Alemania                      | 1940       | Konrad Zuse |                             |
| Z3                                                       | Alemania                      | 1941       | Zuse |                             |
| Z4                                                       | Alemania                      | 1945       | Zuse |                             |
| Z5                                                       | Alemania                      | 1953       | Zuse |                             |
| Z11                                                      | Alemania                      | 1955       | Zuse, comercial |                             |
| Bell Labs Modelo I                                       | Estados Unidos                | 1940       | George Stibitz, "Calculador de números complejos", 450 reles y conmutadores de barras cruzadas, demonstrated remote access 1940, utilizada hasta 1948 | [ 27 ]                      |
| Bell Labs Model II                                       | Estados Unidos                | 1943       | "Interpolador con relés", utilizada durante la guerra, dejó de funcionar en 1962                                                                      | [ 27 ]                      |
| Bell Labs Model III                                      | Estados Unidos                | 1944       | "Computador balístico", utilizada hasta 1949 | [ 27 ]                      |
| Bell Labs Model IV                                       | Estados Unidos                | 1945       | "Detector de Error Mark 22" de la MArina, utilizado hasta 1961                                                                                        | [ 27 ]                      |
| Bell Labs Model V                                        | Estados Unidos                | 1946, 1947 | Se construyeron dos unidades, propósito general, construida con funciones trigonométricas, y aritmética de punto flotante                             | [ 27 ]                      |
| Bell Labs Model VI                                       | Estados Unidos                | 1949       | General purpose, simplified Model V with several enhancements                                                                                         |                             |
| Unnamed cryptanalysis multiplier                         | Reino Unido                   | 1937       | Turing | [ 28 ] [ 29 ]               |
| Relay Computer                                           | Estados Unidos                | 2006       | Computador de relees de Harry Porter, demonstrador/hobby, pero integrada con un circuito de memoria.                                                  | [ 30 ]                      |